# 邁爾斯灣
54°4′S 37°39′W / 54.067°S 37.650°W
邁爾斯灣（英語：Miles Bay），是南極洲的海灣，位於南喬治亞群島，處於艾斯港南部，在1957年由英國南極名稱諮詢委員會命名，由英國海外領土管轄。